# Очанка татранська
Очанка татранська (Euphrasia tatrae) — вид квіткових рослин родини глухокропивових (Lamiaceae).

## Біоморфологічна характеристика
Це напівпаразитичний однорічник. Рослина заввишки 3–15(30) см. Стебла від простих до малорозгалужених, укриті кучерявими волосками. Дві нижні пари листків яйцювато-еліптичні, з 1–3 парами тупих або округлих зубців по краю. Верхні листки супротивні або чергові, на коротких ніжках, від широко-яйцюватих до округлих, по краю з 2–5 парами тупозагострених зубців. Чашечка 4–5 мм завдовжки, трубка чашечки і краї зубців щетинко-волосисті та залозисті. Віночок завдовжки 4–7 мм, з короткою трубкою, білуватий або блідо-ліловий, з жовтою плямою на нижній губі, іноді весь жовтий. Плід — оберненояйцеподібна коробочка, у дозрілому стані довша за чашечку.

## Поширення
Ендемік Судетських гір і Карпат (Болгарія, Словаччина, Польща, Румунія, Україна).
В Україні вид росте у високогірному поясі на скелях — у Карпатах, Закарпатській обл. (гори Свидовець, Чорногора, Мармарошські Альпи, Петрос, Говерла, Герешаска, полонина Рівна).